# Judith Calvo Requena
Judith Calvo Requena (10 ottobre 2003) è una nuotatrice artistica spagnola.

## Palmarès

### Coppa del Mondo
- 5 podi:
  - 1 vittoria (1 nel duo)
  - 2 secondi posti (1 nel duo, 1 nella gara a squadre)
  - 2 terzi posti (2 nel duo)

#### Coppa del mondo - vittorie
| Data          | Luogo  | Paese   | Disciplina    |
| ------------- | ------ | ------- | ------------- |
| 5 maggio 2024 | Parigi | Francia | Duo libero Mx |